# فنوغیل، الجزایر
فنوغیل، الجزیره (به عربی: فنوغیل) یک شهرداری در الجزایر است که در ناحیه فنوغیل واقع شده‌است. فنوغیل ۱۱٬۷۹۳ نفر جمعیت دارد و ۲۲۰ متر بالاتر از سطح دریا واقع شده‌است.